# Жо Дасен
Джоузеф Айра Дасен (на английски: Joseph Ira Dassin), по-популярен като Жо Дасѐн (на френски: Joe Dassin) е световноизвестен американско-френски певец, автор на песни и актьор. В кариерата си, обхващаща шестнадесет години (1964–1980), той се радва на множество успехи във Франция и във френскоговорещия свят, както и пее на езици, различни от френски. Кариерата му се радва на популярност в Съветския съюз, Финландия, Гърция и Германия. Общо той е продал близо 25 милиона записа по целия свят. Той е син на режисьора Жул Дасен.

## Ранен живот
Дасен е роден в Ню Йорк в семейството на американския филмов режисьор Жул Дасен (1911 – 2008) и Беатрис Люнер (1913 – 1994), родена в Ню Йорк цигуларка, която след като завършва еврейска гимназия в Бронкс, учи с британският цигулар Харолд Бъркли в Музикалното училище Джулиард. И двамата му родители са били предимно от украинско-еврейски произход от Каменец-Подолски, Сатанов и Бучач.
Дасен живее в Ню Йорк и Лос Анджелис, докато баща му не става жертва на черния списък на Холивуд през 1950 г., по това време семейството му се премества в Европа. Между десет и петнадесетгодишна възраст Дасен сменя училище единадесет пъти. Учи, наред с други места, в Международното училище в Женева и института Льо Розей в Швейцария и завършва средното си образование в Гренобъл. Дасен се завръща в Съединените щати, където посещава Мичиганския университет в Ан Арбър, Мичиган от 1957 до 1963 г., като печели бакалавърска награда за художествена литература през 1958 г. и получава бакалавърска степен по изкуства през 1961 г. и магистърска степен по изкуства през 1963 г. и двете по антропология. Той става доведен син на гръцката актриса, активистка и министър на културата Мелина Меркури след втория брак на баща си през 1966 г.

## Кариера
Премествайки се във Франция, Дасен работи като техник за баща си и се появява като актьор в поддържащи роли, между другото в три филма, режисирани от баща му, включително Toпкапъ (1964), в който той играе ролята на Йозеф. Той се запознава с бъдещата си съпруга Maрис Масиера в Париж през 1963 г.
На 26 декември 1964 г. Дасен подписва с CBS Records, което го прави първият френскоезичен певец, сключил договор с американски звукозаписен лейбъл.
В началото на 70-те години на миналия век песните на Дасен са на върха на класациите във Франция и той става изключително популярен там. Записва песни на немски, испански, италиански и гръцки, както и на френски и английски. Сред най-популярните му песни са „Les Champs-Élysées“ (първоначално „Waterloo Road“) (1969), „Salut les amoureux“ (първоначално „City of New Orleans“) (1973), „L'Été indien“ (1975), „Et si tu n'existais pas“ (1975) и „À toi“ (1976).

## Кино
Джо Дасен се появява в следните филми:
- 1957: Бенос в „Този, който трябва да умре“, от Жул Дасен
- 1958: Нико в „Законът“, от Жул Дасен
- 1964: Йосиф в „Топкапъ“, от Жул Дасен
- 1965: Полицейски инспектор в „Lady L“, от Питър Устинов
- 1965: Янош Адлер в „Ник Картър и Червения клуб“, от Жан-Пол Савиняк

## Личен живот
Дасен се жени за Марис Масиера в Париж на 18 януари 1966 г. Синът им Джошуа е роден два месеца и половина преждевременно на 12 септември 1973 г. и умира пет дни по-късно. Обзет от мъка, Джо изпада в дълбока депресия. Въпреки всичките им усилия, бракът им не оцелява. През 1977 г., една година след преместването им в новопостроения им дом във Фушерол, точно извън Париж, те се развеждат.
На 14 януари 1978 г. Дасен се жени за Кристин Делво в Котиняк. Първият им син Джонатан е роден на 14 септември 1978 г.; и вторият им син, Жулиен, се ражда на 22 март 1980 г. Кристин умира през декември 1995 г.

## Смърт
Дасен умира от сърдечен удар по време на почивка в Таити на 20 август 1980 г., на 41 години. Той обядва със семейството и приятелите си в ресторанта „При Мишел и Елиан“ в Папеете, когато внезапно се свлича на стола си в безсъзнание. Лекар, който също се храни в ресторанта, му прави сърдечна реанимация, но Дасен умира в ресторанта. Единствената линейка в Папеете не е на разположение по това време и отнема 40 минути, за да пристигне. Тялото му е върнато в Съединените щати и е погребано в секцията Бет Олам на гробището Hollywood Forever в Холивуд, Калифорния.

## Трибути
През 2020 г. много утвърдени изпълнители отдават почит на песните на Жо Дасен в албум с кавъри/трибют À toi, Joe Dassin. Албумът достига номер 44 във френската класация за албуми на SNEP. Той също се класира в Белгия, достигайки номер 26 във франкофонската класация на Ultratop албуми на страната и също достигайки номер 4 в Swiss Hitparade (чарт за албуми).
Изпълнители, интерпретиращи песни на Жо Дасен в албума, включват Ycare, Axelle Red, Les Frangines, Trois Cafés Gourmands, Patrick Fiori, Kids United Nouvelle Génération, Madame Monsieur и Camelia Jordana.

## Известни песни
| - 1965: Bip-bip - 1965: Guantanamera - 1966: Comme la lune - 1966: Ça m'avance à quoi - 1966: Excuse me lady - 1966: Dans la brume du matin - 1967: Les Dalton - 1967: Marie-Jeanne - 1968: Siffler sur la colline - 1968: Comment te dire - 1968: La Bande à Bonnot - 1968: Plus je te vois, plus je te veux - 1968: Ma bonne étoile - 1968: Le P'tit pain au chocolat - 1969: Les Champs-Élysées. - 1969: Mon village du bout du monde - 1969: C'est la vie lily - 1969: Billy le bordelais - 1970: L'Amérique | - 1970: Cécilia - 1970: La Fleur aux dents - 1970: L'Équipe à Jojo - 1970: La Luzerne - 1971: La Ligne de vie - 1971: La Mal-aimée du courrier du cœur - 1971: Allez roulez ! - 1972: Taka Takata (la femme du toréro) - 1972: Le Moustique - 1972: Salut les amoureux (On s'est aimé comme on se quitte) - 1972: La Complainte de l'heure de pointe (À vélo dans Paris) - 1972: Vaya na cumana - 1972: S'aimer sous la pluie - 1973: Je t'aime, je t'aime - 1973: Quand on a seize ans - 1973: Fais moi de l'électricité - 1973: Les Plus Belles Années de ma vie - 1973: La Dernière page - 1974: C'est du mélo - 1974: Vade retro - 1974: Si tu t'appelles mélancolie | - 1974: L'Amour etc. - 1974: Annie de l'année dernière - 1975: L'Été indien - 1975: Depuis l'année dernière (inédit) - 1975: Trois caravelles (inédit) - 1975: Et si tu n'existais pas - 1975: Il faut naître à Monaco - 1975: Ça va pas changer le monde - 1975: Salut - 1976: Il était une fois nous deux - 1976: À toi - 1976: Le Jardin du Luxembourg - 1976: Le Café des trois colombes - 1977: Et l'amour s'en va | - 1977: Noisette et Cassidy - 1977: Dans les yeux d’Émilie - 1978: La Demoiselle de déshonneur - 1978: La Première Femme de ma vie - 1978: Maria - 1978: Si tu penses à moi - 1978: La vie se chante, la vie se pleure - 1978: Un lord anglais - 1978: Côté banjo, côté violon - 1978: Happy birthday - 1979: Le Dernier Slow - 1979: Tellement bu, tellement fumé - 1979: Le Marché aux puces - 1979: Blue country |

## Дискография

### Студийни албуми
- Joe Dassin à New York (1966)
- Les deux mondes de Joe Dassin (1967)
- Les Champs-Elysèes (1969)
- Joe Dassin (La Fleur aux dents) (1970)
- Joe Dassin (Elle était.....Oh!) (1971)
- Joe (1972)
- 13 chansons nouvelles (1973)
- Joe Dassin (Si tu t'appelles Melancolie) (1974)
- Joe Dassin (Le Costume blanc) (1975)
- Le Jardin du Luxembourg (1976)
- Les femmes de ma vie (1978)
- 15 ans déjà.... (1978)
- Blue Country (1979)